# Shahrestān-e Rābor
Shahrestān-e Rābor (persiska: شهرستان رابر, رابر) är en delprovins (shahrestan) i Iran.   Den ligger i provinsen Kerman, i den sydöstra delen av landet, 900 km sydost om huvudstaden Teheran.
Delprovinsen hade 35 362 invånare 2016.